# Starbound
Starbound ist ein Sandbox-Actionspiel des britischen Indie-Entwicklers Chucklefish. Das Spiel erschien bereits während seiner Alphaphase am 4. Dezember 2013 via Steam. Der Release der 1.0-Version erfolgte aber erst am 22. Juli 2016. Seit dem Erscheinen in der Alpha-Phase wurden bis August 2019 kontinuierlich Updates für das Spiel entwickelt. Starbound hat sich über 2,5 Mio. mal verkauft.

## Handlung
Der Spieler schlüpft am Anfang des Spiels in die Rolle eines Auszubildenden der sogenannten „Protectors“ einer auf der Erde basierten Friedenserhaltungs- und Forschungsorganisation. Der Spieler erwacht am Tag seines Abschlusses und wird von der künstlichen Intelligenz „S.A.I.L“ begrüßt. Der Spieler wird zunächst mit der grundlegenden Steuerung vertraut gemacht und macht sich auf den Weg zur Zeremonie, auf der ein neues Werkzeug namens „Matter-Manipulator“ vorgestellt wird. Die Zeremonie wird unterbrochen, indem ein tentakelähnliches Wesen alle Lebewesen auf dem Planeten tötet. Der Spieler wird aufgefordert, den Manipulator zu nehmen und sich in Sicherheit zu begeben. Er wird anschließend von „S.A.I.L“ weiter angeleitet und bekommt eine Waffe ausgehändigt. Der Spieler kämpft sich weiter durch und kann am Ende noch gerade so mit seinem Raumschiff entkommen.
Am Raumschiff angekommen, startet der Spieler die Systeme neu und wird von „S.A.I.L“ über die aktuelle Situation informiert. Er findet schließlich heraus, dass die Erde zerstört wurde. Das Raumschiff ist zudem beschädigt und nicht funktionstüchtig. Das Raumschiff befindet sich nun auf einem neuen, unbekannten Planeten. Der Spieler wird von „S.A.I.L“ aufgefordert, den umkreisten Planeten zu betreten und zu erkunden, um einen Weg zu finden, das Raumschiff zu reparieren. Auf dem Planeten angekommen, den das verlorene Raumschiff umkreist, entdeckt der Spieler ein Portal, um dieses zu aktivieren, muss der Spieler zunächst einige Core-Fragmente finden, die er überall in der Spielwelt findet. Nachdem der Spieler alle Core-Fragmente gefunden und gesammelt hat, kann er das Portal aktivieren. Er empfängt eine mysteriöse Nachricht, welche ihn um Hilfe bittet. Das Portal bringt ihn auf einen Außenposten, wo er Bekanntschaft mit weiteren Spezies und anderen Völkern macht. Der Spieler begegnet schließlich der ehemaligen Anführerin der „Protectors“, Esther Bright, welche ihn von mysteriösen Artefakten erzählt, die der Spieler finden muss, um das Universum zu retten. Der Spieler wird zunächst aufgefordert, sein Schiff zu reparieren. Der örtliche Schiffskapitän am Außenposten fordert ihn jedoch zunächst dazu auf, in die „Erchius Mining Facility“ zu gehen und ihm einige „Erchius Kristalle“ zu bringen, um das Schiff zu reparieren.
Der Spieler kämpft sich durch die Facility und stoßt auf den ersten Bossgegner, den „Erchius Horror“ ein großes Auge, welches Strahlen verschießt. Nachdem der Spieler den Gegner bekämpft und die Kristalle gesammelt hat, kann er das Schiff reparieren, womit es für ihn nun möglich ist, andere Planeten anzusteuern und zu betreten. Der Spieler wird inzwischen mit dem Scanner-Modus des Manipulators vertraut gemacht. Esther Bright fordert ihn schließlich dazu auf, mehr Informationen über die anderen Spezies herauszufinden, indem er bestimmte Gegenstände der anderen Kulturen und Spezies mit dem Scanner-Modus des Manipulators scannt.
Der folgende Spielablauf ist dabei immer der gleiche. Der Spieler besucht zahlreiche Dörfer und Standorte von verschiedenen Spezies auf unterschiedlichen Planeten, sammelt und scannt mit seinem Manipulator einige Hinweise und findet mehr über die unterschiedlichen Kulturen heraus und betritt anschließend ein größeres Areal, wo er sich durchkämpft. Der Spieler muss hin und wieder Sprungpassagen durchqueren und Rätsel lösen und am Ende einen Bossgegner ausschalten, um so anschließend die verschiedenen Artefakte zu sammeln. Die erste Spezies sind die Floraner, die sich meist in Waldgebieten aufhalten und anhand der Kultur Ureinwohnern ähneln. Nachdem der Spieler alle Hinweise gescannt hat, sind sein erstes Ziel die „Ceremonial Hunting Caverns“, wo er das erste Artefakt findet. Hier stößt er auf zahlreiche Gegner sowie am Ende auf den Bossgegner „Ixodoom“, ein spinnenähnliches Wesen, das an Wänden krabbelt und den Spieler mit Säure attackiert. Die zweite Spezies sind die Hylotl, welche überwiegend auf und unter Wasserplaneten leben und einen hohen technologischen Fortschritt besitzen. Auch hier müssen zunächst Hinweise gescannt werden, um mehr über die Spezies herauszufinden. Der Spieler begibt sich zur „Grand Pagoda Library“, wo er das zweite Artefakt finden soll. Der Spieler stößt auf die Kultanführerin „Asra Nox“, den dritten Bossgegner des Spiels, welcher sich durchgehend teleportieren kann und darüber hinaus eine hohe Geschwindigkeit besitzt. Nox gibt, wenn der Spieler sie besiegt hat, schließlich auf und überlässt dem Spieler widerwillig das zweite Artefakt.
Die dritte Spezies sind die Avianer, vogelähnliche Wesen, welche sich meistens in dschungelähnlichen Gebieten und Planeten aufhalten und in einer eher antikeren Kultur leben. Der Spieler begibt sich in den „Great Sovereign Temple“, wo er verschiedene Sprungpassagen und Rätsel lösen muss, um in die weiteren Abschnitte zu kommen. Der Bossgegner dieser Mission ist der „Kluex Avatar“, ein antiker Wächter, der in zwei Phasen angreift. In der ersten Phase bewegt er sich nicht und greift vom Boden aus an. In der zweiten Phase steht er allerdings auf und verschießt durchgehend Blitze und Strahlen. Die vierte Spezies sind die Apex, affenähnliche Wesen, die meistens auf Eisplaneten und in kälteren Regionen zu finden sind. Das nächste Ziel ist die „Miniknog Stronghold“ Festung. Auch hier wird der Spieler, von zahlreichen Gegnern attackiert und muss einige Rätsel lösen. Der Endgegner dieser Mission ist der holografische „Big Ape“ Kopf, der von mehreren kleineren Maschinen geschützt wird und den Spieler mit Schüssen von allen Seiten attackiert. Die fünfte Spezies sind die Glitch, es handelt sich hierbei um Roboter, die überwiegend auf feurigen und vulkanischen Planeten zu finden sind. Im nächsten Ziel, dem „Baron's Keep“ muss der Spieler mehrere Wellen von Banditen und Ballisten bekämpfen, bevor anschließend der Endgegner „Bone Dragon“ erscheint. Es handelt sich hierbei um einen riesigen Knochendrachen, der Gebäude zerstören kann und auf den Spieler mit gezielten Attacken anstürmt. Nachdem der Spieler den Drachen besiegt hat, bekommt er vom Baron, dem Auftraggeber dieser Mission, das nächste Artefakt ausgehändigt.
Der Spieler kehrt zu Esther Bright zurück und erfährt, dass das letzte Artefakt in Wahrheit der „Matter-Manipulator“ ist. Das Werkzeug, welches der Spieler zum Abbauen, Platzieren und Scannen von Objekten verwendet. Es öffnet sich ein großes Portal, auf dem alle gesammelten Artefakte platziert wurden. Der Spieler wird auf einen tentakelähnlichen Planeten teleportiert. Auf dem Planeten angekommen muss der Spieler das Herz des Zerstörers finden und zerstören. Der Spieler trifft erneut auf „Asra Nox“, einen der früheren Bossgegner und will ihn am Weiterkommen hindern. Sie beschwört einen neuen, riesigen Gegner, den „Ruin“, den Endgegner des Spiels. Es handelt sich um ein riesiges Tentakelwesen mit einem Auge, welches riesige Strahlen verschießt, die den Spieler innerhalb kürzester Zeit außer Gefecht setzen. Der Spieler wird anschließend nach dem gewonnenen Kampf durch eine riesige Explosion, die das Auge verursacht, getötet, wird jedoch nach kurzer Zeit von einer mysteriösen Gottheit wiederbelebt. Er bekommt anschließend von ihm erzählt, dass das Zusammenbringen aller Artefakte das Universum gerettet hat. Der Spieler kehrt nach den Credits noch einmal zu Esther Bright zurück und bekommt von ihr eine letzte Belohnung.

## Spielprinzip
Starbound wurde stark von Spielen wie Minecraft und Terraria inspiriert und spielt ebenso wie letzteres in einer zweidimensionalen Welt mit Pixel-Optik. Das Ziel des Spiels ist neben dem Verfolgen der Hauptgeschichte und dem Faktor des Überlebens die Entdeckung weiterer Planeten und Erkundung von Höhlensystemen, in denen der Spieler Rohstoffe abbauen und weiterverarbeiten kann. Der Spieler muss regelmäßig Nahrung zu sich nehmen und seine Hungerleiste sowie seinen Gesundheitsbalken im Auge behalten. Am Anfang des Spiels erhält man bereits einige Vorräte und Ressourcen. Nahrung kann entweder durch das Töten von Mobs und Kreaturen gesammelt werden oder durch das Betreiben von Ackerbau. Der Spieler findet in der Spielwelt immer mal wieder Samen und Pflanzen, die er auf einem umgegrabenen Feld anpflanzen kann, um diese später weiterzuverarbeiten und neue Gerichte zu kochen und zu backen. Dies ist allerdings recht schlicht gehalten und der Spieler muss seine Felder bspw. nicht regelmäßig gießen oder auf andere Einwirkungen achten. Der Spieler muss jedoch darauf achten, dass die Samen ausreichend Platz zum Wachsen besitzen. Der Spieler muss zudem darauf achten, sein Essen nicht mit sich rumzutragen, andernfalls führt dies zum Verderb und schlecht werden des Essens. Dies kann unter anderem vermieden werden, indem der Spieler Kühlschränke baut, um das Essen länger frisch zu halten. Der Spieler trifft in der Welt immer wieder auf Monster und andere Kreaturen, diese sind mal freundlich und mal feindlich gesinnt. Feindliche Kreaturen können mit Schwertern, Speeren und anderen Nahkampfwaffen sowie Schusswaffen bekämpft werden und lassen des Öfteren nützliche Gegenstände wie Fleisch, Pixel (Währung), Waffen oder andere nützliche Ausrüstung fallen. Neben den Monstern trifft der Spieler auf den Planeten immer mal wieder auf verschiedene Konstruktionen wie Dörfer, Labore, Forschungsstationen und Ähnliches. Diese werden meist von einem der Völker bewohnt und bieten nützliche Ausrüstung an. Es ist zudem möglich mit diesen Bewohnern zu handeln oder gesammelte Gegenstände im Gegenzug für Pixel zu verkaufen. Der Spieler kann die Völker bestehlen, was allerdings oft zur Folge hat, dass der Spieler von Wachen oder anderen Wächtern angegriffen und getötet wird. Der Spieler stößt auch oft auf feindliche Konstruktionen, in so einem Fall wird der Spieler in der Regel direkt angegriffen, wobei er auch des Öfteren vor dem Betreten des Ortes gewarnt wird und sich bei Nichteinhaltung seinen Weg durchkämpfen muss. Neben der Erkundung der Planeten und der Dörfer steht das Sammeln von Rohstoffen und Ressourcen in Höhlensystemen im Fokus. Der Spieler kann zufallsgenerierte Höhlen betreten oder sich selber seinen Weg nach unten bahnen. In diesen Höhlen findet der Spieler Rohstoffe wie Kohle, Eisen, Silber, Kupfer, Gold und Diamanten, die später zur weiteren Herstellung von besserer Ausrüstung und Waffen sowie des Öfteren zum Fortschritt der Hauptgeschichte benötigt werden. Auch in den Höhlen stößt der Spieler auf zahlreiche Monster, wobei das Kämpfen durch oft engere Schächte und Bereiche erschwert wird. Es ist ebenso möglich vereinzelt Dungeons oder verlassene Verliese in Höhlen zu finden, wo sich oft Kisten mit nützlicher Ausrüstung befinden.
Die Währung im Spiel werden Pixel genannt, mit denen gehandelt und bezahlt wird. Pixel erhält der Spieler bspw., indem er Quests abschließt, Sachen verkauft, Monster und Feinde tötet oder andere Völker bestiehlt. Pixel können benutzt werden, um bessere Waffen und Ausrüstung zu kaufen, sein Raumschiff zu erweitern, Upgrades freizuschalten oder um Möbel und Einrichtungsgegenstände zu kaufen.
Der Dreh- und Angelpunkt des Spielers ist sein Raumschiff, von wo aus er andere Planeten ansteuert, Ressourcen lagert und Missionen annimmt. Das Schiff verfügt zudem über einen Schiffscomputer, wo der Spieler einige seiner gefundenen Gegenstände und Ressourcen lagern kann, des Weiteren kann er auf seinen Bordcomputer zugreifen und sich die umkreisenden Planeten im Sonnensystem anschauen und herausfinden, ob diese ansteuerbar sind. Das Raumschiff kann zudem mit ausreichend Materialien beim Außenposten aufgewertet werden, um mehr Stauraum für neue Kisten oder andere Einrichtungsgegenstände zu besitzen. Das Raumschiff muss mit Treibstoff betrieben werden, den er auf Monden findet, dabei allerdings von Kreaturen attackiert wird.
Der Spieler bewegt sich zunächst zu Fuß auf den Planeten, mit weiterem Spielfortschritt ist es allerdings möglich, bestimmte Transportmittel wie Boote (auf Wasserplaneten) sowie mechanische Roboter und Maschinen freizuschalten, die sogenannten „Mechs“, die deutlich mehr Schutz besitzen, zudem Feinde attackieren können und beim Abbauen von Rohstoffen und Ressourcen behilflich sein können. Auch kann der Spieler später durch diverse Nebenmissionen einige „Techs“ freischalten, mit denen er höher springen, schneller laufen oder sich in einen Ball verwandeln kann, mit dem er durch engere Gänge und Schächte durchkommt, die so sonst nicht für den Spieler erreichbar sind.
Der Spieler erhält während des gesamten Spiels verschiedene Quests von Questgebern, die ihn bis zum Ende des Spiels (Scannen aller Artefakte jeder Klasse) begleiten. Weitere Quests, die nicht zum Ende beitragen, erhält der Spieler in Dörfern und an Lagern. Nach dem Reparieren des Raumschiffs und während der Erfüllung der Quests kann der Spieler sich frei im computergenerierten Weltraum bewegen.

### Charakter und Spezies
Der Spieler hat am Anfang die Wahl zwischen 3 Schwierigkeitsgraden: Im einfachen Modus muss der Spieler keine Nahrung zu sich nehmen und es gibt keine Bestrafungen für Tode. Im Überlebensmodus verliert der Spieler im Falle eines Todes alle im Inventar gesammelten Gegenstände und muss diese erstmal wieder finden und erneut aufsammeln. Im Hardcoremodus bleibt der Spieler, wenn er stirbt, tot und das Spiel kann nicht mehr geladen werden.
Der Spieler muss sich zunächst einen Charakter erstellen, indem zwischen verschiedenen Farben, Frisuren, Kleidung und Spezies gewählt wird. Insgesamt gibt es im Spiel sieben spielbare Spezies: Die Menschen, die Floraner, die Avianer, die Hylotl, die Apex, die Glitch und die Novakid. Die Spezies unterscheiden sich hauptsächlich in ihrer Hintergrundgeschichte, der Essbarkeit von Nahrung, dem Aussehen und Haustier des Schiffs sowie der Kultur und Einrichtung. So vertragen Menschen als einzige Spezies Chili, Glitch-Roboter können sich besser auf kälteren Planeten fortbewegen und die Novakid leuchten im Dunkeln. Des Weiteren bekommt der Spieler beim Scannen von Objekten je nach Spezies andere Dialoge. Auch gibt es für jede Spezies eine gewisse Fähigkeit beim Tragen von spezieller Rüstung. Wie bspw. die Fähigkeit höher zu springen oder unter Wasser zu atmen.

### Spielwelt
Nach einem Tutorial am Anfang des Spiels kann sich der Spieler frei auf einer Planetenoberfläche bewegen. Vollständige Bewegungsfreiheit im Universum wird erreicht, nachdem das Raumschiff repariert und ein „Schutz-Paket“ gebaut bzw. upgegradet wurde. Danach kann zwischen Raumstationen, Portalen, Planeten, dem Außenposten sowie dem Raumschiff über Teleportation und Antrieb des Raumschiffes bewegt werden.
Die Spielwelt ist aufgeteilt in unendlich viele Planeten, die der Spieler mit seinem Raumschiff ansteuern kann, wobei einige Planeten erst mit ausreichender Ausrüstung oder gar nicht für den Spieler erreichbar sind. Die Planeten sind in viele unterschiedliche Biome unterteilt. So gibt es unter anderem Wald, Dschungel, Eis, Feuer und vulkanische Planeten sowie Monde und Unterwasserplaneten. Jeder Planet besitzt sein eigenes Klima, seine eigenen Rohstoffe und Materialien und seine eigene Bevölkerung. Der Spieler muss viele verschiedene Planeten besuchen, um Zugang zu besserer Ausrüstung, Nahrung und Treibstoff zum Betreiben des Schiffes zu bekommen. Treibstoff kann der Spieler auf Monden finden, wird allerdings je mehr er mitnimmt und abbaut, von Erscheinungen und Geistern attackiert, die immer aggressiver und schneller werden und den Spieler beim weiteren Abbau hindern. Die Planeten sind unterschiedlich groß und je größer sie sind, desto länger dauert es sie zu umrunden. So wird der Spieler einen sehr kleinen Planeten innerhalb weniger Minuten umrundet haben, während er bei deutlich größeren deutlich länger brauchen wird. Je groß ein Planet ist, hängt auch davon ab, wie tief er sich in den Boden graben kann, so wird der Spieler bei kleineren Planeten sehr schnell das Ende und die Lava erreichen.
Planeten bestehen aus vorgegebenen Strukturen (z. B. Dungeons, Dörfer usw.) und computergenerierten Strukturen (z. B. Biome, Landschaften usw.). Jede Struktur ist unterschiedlich groß und beherbergt andere Völker und Ausrüstung, die sie verkaufen. Diese Strukturen können freundlich und feindlich sein. Jeder Planet kann abgebaut und wieder aufgebaut werden, es ist möglich, jeden einzelnen Block und jede einzelne Struktur abzubauen. So ist es theoretisch möglich, einen ganzen Planet abzubauen, andererseits kann mit genügend und ausreichend Material irgendwo ein neuer aufgebaut werden.
Abseits des Raumschiffes und der Planeten hält sich der Spieler überwiegend am Außenposten auf. Hier kann er unterschiedliche Quests annehmen, handeln, verschiedene Mini-Spiele spielen und seine Ausrüstung verbessern. Der Außenposten ist über den Teleporter erreichbar und nicht abbau- oder veränderbar, wie auch storyrelevante Orte und Strukturen vom Spieler nicht verändert werden können.

### Crafting
Über ein Crafting-System kann der Spieler verschiedene Gegenstände herstellen. Der Spieler kann mit seiner Hand einige Basisgegenstände wie Fackeln und Seile herstellen, muss jedoch mit weiterem Spielfortschritt unterschiedliche Werkbänke und Tische bauen, um Zugriff auf weitere Ausrüstung zu erhalten. Jeder Tisch hat dabei einen unterschiedlichen Schwerpunkt: So gibt es Tische für bspw. Nahrung und Ackerbau, Waffen und Schwerter sowie Möbel und Einrichtung. Der Spieler muss zudem diese Tische im weiteren Spielverlauf mit Erzen und Rohstoffen aufwerten. Man benötigt für jeden Gegenstand gewisse Materialien und unter Umständen auch Pixel, die der Spieler in der Spielwelt finden kann. So benötigt er bspw. für Fackeln Kohle und Holz, welches er durch das Fällen von Bäumen auf dem Planeten und das Erkunden unterschiedlicher Höhlensysteme bekommt. In Dungeons können ebenfalls Gegenstände und Pixel gefunden werden. Im weiteren Spielverlauf werden weitere Tische und Werkbänke freigeschaltet.

## Entwicklung
Starbound wurde erstmals am 20. Februar 2012 angekündigt und sollte ursprünglich bereits im Sommer 2012 erscheinen. Der Entwickler veröffentlichte diverse Videos auf YouTube, in denen er einige Mechaniken des Spiels vorstellte. Am 4. Dezember 2013 wurde Starbound schließlich im Early-Access-Status auf Steam veröffentlicht. Anfang Januar 2014 wurde bekannt, dass sich das Spiel in der Early-Access-Version bereits 1 Million Mal verkaufen konnte. Zwischen Dezember 2013 bis Dezember 2015 folgten regelmäßig Updates, die etwa neue Biome, Bosse, Waffen, Rüstungen sowie im Juni 2014 die Spezies Novakid hinzufügten. Im Juli 2016 gaben die Entwickler bekannt, dass das Spiel nach fünf Jahren am 22. Juli 2016 den Early-Access verlassen werde und auf Steam als Vollversion erscheinen werde. Am 8. September 2016 wurde das 1.1.0 Update veröffentlicht, welches die Fähigkeit zu fischen und Dörfer für die Spezies Novakid hinzufügte. Im am 8. Juni 2017 veröffentlichten 1.3.0 Spacefarer Patch wurde der Bordcomputer des Schiffes überarbeitet und die Navigation zwischen den verschiedenen Planeten vereinfacht. Am 13. Juni 2019 folgte das Bounty Hunter Update, welches Kopfgeldjagden und zahlreiche neue Einrichtungsgegenstände hinzufügte.
Der bislang letzte Patch für das Spiel erschien am 7. August 2019. Das letzte Update gab der Entwickler am 2. Dezember 2020, indem er mitteilte, dass das Spiel für den Xbox Game Pass auf dem PC erscheinen werde. Eine Version für die Xbox war lange in Planung, wurde aber nie realisiert.

## Auszeichnungen
Das Spiel hat zwei Preise gewonnen: Den Best-Indie-Game 2013 Award und den IGN Editors Choice Award.

## Rezeption
Starbound erhielt allgemein positive Kritiken. Auf Metacritic erzielte das Spiel einen Metascore von 81 basierend auf 23 Kritikerbewertungen, mit 78 % positiven Bewertungen. Benjamin Danneberg von GameStar lobte das Spiel für seine enorme Freiheit und den Umfang der Aktivitäten. „Starbound lässt sich, wie viele andere Spiele auch, am besten mit Freunden auf einem dedizierten Server erleben, was viel mehr Spaß macht, als sich allein durch das Spiel zu jagen“, schrieb Daniel Tack von Game Informer.
Bis Januar 2017 wurden sechs Monate nach dem Verlassen des Early-Access-Status mehr als 2,5 Millionen Exemplare von Starbound verkauft.